# Andrew Unger
Pour les articles homonymes, voir Unger.
Andrew Unger (né en 1979) est un écrivain canadien de Steinbach, au Manitoba, mieux connu comme l'auteur et fondateur du site Web satirique mennonite The Daily Bonnet et pour le roman Once Removed.

## Biographie
En 2016, Andrew Unger a fondé le Daily Bonnet. Le site Web a été visité des millions de fois chaque année et a été cité dans le débat à l'Assemblée législative du Manitoba et utilisé comme exemple d'humour mennonite à la Chambre des communes du Canada,,.
En 2020, le roman de Unger Once Removed a été publié par Turnstone Press. Le roman, qui raconte l'histoire d'un écrivain en difficulté essayant de préserver l'histoire décolorée de sa ville, a remporté le prix Eileen McTavish Sykes 2021 du meilleur premier livre et est finaliste pour le prix Margaret McWilliams 2020 dans la catégorie Histoire populaire,,.
À la fin de 2021, Unger a publié une collection d'articles du Daily Bonnet intitulée The Best of the Bonnet, également publiée par Turnstone Press.